# پتر گرونینگ
پتر گرونینگ (انگلیسی: Peter Gröning؛ زادهٔ ۲۶ مهٔ ۱۹۳۷) دوچرخه‌سوار اهل آلمان است.
وی در مسابقات کشوری و بین‌المللی در مجموع برندهٔ ۱ مدال نقره شده‌است.